# 2010년 아시안 게임 사격
2010년 아시안 게임 사격은 2010년 아시안 게임의 경기 종목이다. 2010년 11월 13일부터 24일까지 44개 세부 종목으로 진행되었다.

## 경기장
| 도시   | 경기장               | 원어명           | 로마자                   | 수용 인원 | 경기       | 주석  |
| ------ | -------------------- | ---------------- | ------------------------ | --------- | ---------- | ----- |
| 광저우 | 광저우 클레이 사격장 | 奥体射击馆       | Aoti Shooting Range      | 3,000     | 산탄총     | [ 1 ] |
| 광저우 | 아오티 사격관        | 广州飞碟训练中心 | Guangzhou Shotgun Centre | 1,500     | 권총, 소총 | [ 2 ] |

## 메달 집계
| 순위 | 국가                   | 금메달 | 은메달 | 동메달 | 합계 |
| ---- | ---------------------- | ------ | ------ | ------ | ---- |
| 1    | 중국                   | 21     | 13     | 11     | 45   |
| 2    | 대한민국               | 13     | 8      | 7      | 28   |
| 3    | 조선민주주의인민공화국 | 3      | 4      | 5      | 12   |
| 4    | 쿠웨이트               | 3      | 3      | 0      | 6    |
| 5    | 인도                   | 1      | 3      | 4      | 8    |
| 6    | 카자흐스탄             | 1      | 3      | 2      | 6    |
| 7    | 일본                   | 1      | 1      | 4      | 6    |
| 8    | 카타르                 | 1      | 1      | 2      | 4    |
| 9    | 이란                   | 0      | 2      | 1      | 3    |
| 9    | 베트남                 | 0      | 2      | 1      | 3    |
| 11   | 태국                   | 0      | 1      | 4      | 5    |
| 12   | 레바논                 | 0      | 1      | 2      | 3    |
| 13   | 몽골                   | 0      | 1      | 1      | 2    |
| 13   | UAE                    | 0      | 1      | 1      | 2    |
| 15   | 말레이시아             | 0      | 0      | 1      | 1    |
| 15   | 우즈베키스탄           | 0      | 0      | 1      | 1    |
| 합계 | 합계                   | 44     | 44     | 44     | 132  |

## 메달리스트
| 종목                                   | 금                                     | 은                                              | 동                                                  |
| -------------------------------------- | -------------------------------------- | ----------------------------------------------- | --------------------------------------------------- |
| 남자 10m 공기 권총 자세히              | 이대명 대한민국 (KOR)                  | 탄쭝량 중국 (CHN)                               | 쿠마르 인도 (IND)                                   |
| 남자 10m 공기 권총 단체전 자세히       | 대한민국 (KOR)                         | 중화인민공화국 (CHN)                            | 조선민주주의인민공화국 (PRK)                        |
| 남자 10m 공기 소총 자세히              | 주치난 중국 (CHN)                      | 나란 가간 인도 (IND)                            | 김기원 대한민국 (KOR)                               |
| 남자 10m 공기 소총 단체전 자세히       | 중화인민공화국 (CHN)                   | 인도 (IND)                                      | 대한민국 (KOR)                                      |
| 남자 10m 러닝타겟 자세히               | 쟈유지아 중국 (CHN)                    | 조용철 조선민주주의인민공화국 (PRK)             | 정유진 대한민국 (KOR)                               |
| 남자 10m 러닝타겟 단체전 자세히        | 중화인민공화국 (CHN)                   | 조선민주주의인민공화국 (PRK)                    | 카자흐스탄 (KAZ)                                    |
| 남자 10m 러닝타겟 혼합 자세히          | 박명원 조선민주주의인민공화국 (PRK)    | 자이유쟈 중국 (CHN)                             | 간린 중국 (CHN) 조영철 조선민주주의인민공화국 (PRK) |
| 남자 10m 러닝타겟 혼합 단체전 자세히   | 조선민주주의인민공화국 (PRK)           | 중화인민공화국 (CHN)                            | 대한민국 (KOR)                                      |
| 남자 25m 센터파이어 권총 자세히        | 박병택 대한민국 (KOR)                  | 류야동 중국 (CHN)                               | 쿠마르 비제이 인도 (IND)                            |
| 남자 25m 센터파이어 권총 단체전 자세히 | 중화인민공화국 (CHN)                   | 대한민국 (KOR)                                  | 조선민주주의인민공화국 (PRK)                        |
| 남자 25m 속사 권총 자세히              | 리위에홍 중국 (CHN)                    | 하민탄 베트남 (VIE)                             | 장지안 중국 (CHN)                                   |
| 남자 25m 속사 권총 단체전 자세히       | 중화인민공화국 (CHN)                   | 대한민국 (KOR)                                  | 베트남 (VIE)                                        |
| 남자 25m 스탠다드 권총 자세히          | 홍성환 대한민국 (KOR)                  | 김종수 조선민주주의인민공화국 (PRK)             | 진용대 중국 (CHN)                                   |
| 남자 25m 스탠다드 권총 단체전 자세히   | 대한민국 (KOR)                         | 중화인민공화국 (CHN)                            | 조선민주주의인민공화국 (PRK)                        |
| 남자 50m 권총 자세히                   | 푸 치펑 중국 (CHN)                     | 진종오 대한민국 (KOR)                           | 마츠다 도모유키 일본 (JPN)                          |
| 남자 50m 권총 단체전 자세히            | 대한민국 (KOR)                         | 중화인민공화국 (CHN)                            | 일본 (JPN)                                          |
| 남자 50m 소총 3자세 자세히             | 한진섭 대한민국 (KOR)                  | 김종현 대한민국 (KOR)                           | 주치난 중국 (CHN)                                   |
| 남자 50m 소총 3자세 단체전 자세히      | 대한민국 (KOR)                         | 카자흐스탄 (KAZ)                                | 중화인민공화국 (CHN)                                |
| 남자 50m 소총 복사 자세히              | 김학만 대한민국 (KOR)                  | 유리 멜시토프 카자흐스탄 (KAZ)                  | 탄 후이 중국 (CHN)                                  |
| 남자 50m 소총 복사 단체전 자세히       | 대한민국 (KOR)                         | 중화인민공화국 (CHN)                            | 카자흐스탄 (KAZ)                                    |
| 남자 스키트 자세히                     | 알라시디 압둘라 T M T 쿠웨이트 (KUW)   | 하마드 마소드 살레 카타르 (QAT)                 | 알라티야 나제르 살레 카타르 (QAT)                   |
| 남자 스키트 단체전 자세히              | 쿠웨이트 (KUW)                         | 카타르 (QAT)                                    | 중화인민공화국 (CHN)                                |
| 남자 트랩 자세히                       | 메쿠라드 나세르 B F A A 쿠웨이트 (KUW) | 알무다프 칼레드 J M S M 쿠웨이트 (KUW)          | 살렘 조 레바논 (LIB)                                |
| 남자 트랩 단체전 자세히                | 쿠웨이트 (KUW)                         | 레바논 (LIB)                                    | 인도 (IND)                                          |
| 남자 더블트랩 자세히                   | 소디 론잔 인도 (IND)                   | 알 마크툼 샤이크 주마 달무크 아랍에미리트 (UAE) | 알 마리 하마드 알리 카타르 (QAT)                    |
| 남자 더블트랩 단체전 자세히            | 중화인민공화국 (CHN)                   | 쿠웨이트 (KUW)                                  | 인도 (IND)                                          |
| 여자 10m 공기 권총 자세히              | 김윤미 대한민국 (KOR)                  | 쑨치 중국 (CHN)                                 | 조영숙 조선민주주의인민공화국 (PRK)                 |
| 여자 10m 공기 권총 단체전 자세히       | 대한민국 (KOR)                         | 인도 (IND)                                      | 중화인민공화국 (CHN)                                |
| 여자 10m 러닝타겟 자세히               |                                        |                                                 |                                                     |
| 여자 10m 러닝타겟 단체전 자세히        |                                        |                                                 |                                                     |
| 여자 10m 공기 소총 자세히              | 이 실링 중국 (CHN)                     | 우 류시 중국 (CHN)                              | 모함메드 타이비 누르 수르야니 말레이시아 (MAS)      |
| 여자 10m 공기 소총 단체전 자세히       | 중화인민공화국 (CHN)                   | 이란 (IRI)                                      | 우즈베키스탄 (UZB)                                  |
| 여자 25m 권총 자세히                   | 조용숙 조선민주주의인민공화국 (PRK)    | 유카리 모리 일본 (JPN)                          | 이호림 대한민국 (KOR)                               |
| 여자 25m 권총 단체전 자세히            | 카자흐스탄 (KAZ)                       | 몽골 (MGL)                                      | 대한민국 (KOR)                                      |
| 여자 50m 소총 3자세 자세히             | 왕청이 중국 (CHN)                      | 아마디 엘라헤 이란 (IRI)                        | 우류시 중국 (CHN)                                   |
| 여자 50m 소총 3자세 단체전 자세히      | 중화인민공화국 (CHN)                   | 대한민국 (KOR)                                  | 이란 (IRI)                                          |
| 여자 50m 소총 복사 자세히              | 왕청이 중국 (CHN)                      | 올가 도브건 카자흐스탄 (KAZ)                    | 세이코 이타와 일본 (JPN)                            |
| 여자 50m 소총 복사 단체전 자세히       | 대한민국 (KOR)                         | 태국 (THA)                                      | 중화인민공화국 (CHN)                                |
| 여자 스키트 자세히                     |                                        |                                                 |                                                     |
| 여자 스키트 단체전 자세히              |                                        |                                                 |                                                     |
| 여자 트랩 자세히                       | 나카야마 유키 일본 (JPN)               | 가오어 중국 (CHN)                               | 류잉쯔 중국 (CHN)                                   |
| 여자 트랩 단체전 자세히                | 중화인민공화국 (CHN)                   | 조선민주주의인민공화국 (PRK)                    | 대한민국 (KOR)                                      |
| 여자 더블트랩 자세히                   | 리칭난 중국 (CHN)                      | 리후이 중국 (CHN)                               | 스리송크람 자네지라 태국 (THA)                      |
| 여자 더블트랩 단체전 자세히            | 중화인민공화국 (CHN)                   | 대한민국 (KOR)                                  | 태국 (THA)                                          |